# Mussaenda antiloga
Mussaenda antiloga là một loài thực vật có hoa trong họ Thiến thảo. Loài này được Chun & W.C.Ko mô tả khoa học đầu tiên năm 1974.